# Варман
Династия Варман правила в царстве Камарупа (Ассам) с 350 по 650 годы. Династия называлась также Нарака или Бхаума, так как она ведёт свою родословную от мифического царя Наракасура. Пушьяварман — первый исторический царь Ассама. После падения династии в Камарупе установилась династия Млеччха (Саластхамбха).
1. 350—374 Пушьяварман
2. 374—398 Самудраварман
3. 398—422 Балаварман
4. 422—446 Кальянаварман
5. 446—470 Ганапативарман или Ганендраварман
6. 470—494 Махендраварман или Сурендраварман
7. 494—518 Нараянаварман
8. 518—542 Бхутиварман или Махабхутиварман
9. 542—566 Чандрамукхаварман
10. 566—590 Стхитаварман
11. 590—595 Сустхитаварман
12. 595—600 Супратистхиварман
13. 600—650 Бхаскарварман